# Emanuel Hegenbarth

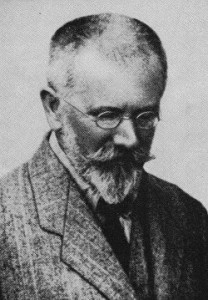
Emanuel Hegenbarth

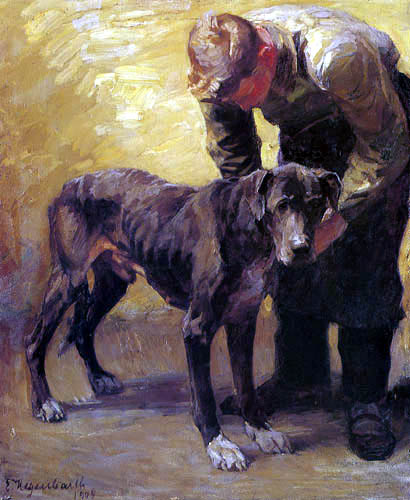
Emanuel Hegenbarth, Mann mit Dogge, 1904

Emanuel Hegenbarth (* 14. Januar 1868 in Böhmisch Kamnitz; † 18. Juli 1923 in Dresden) war ein deutscher Maler und Zeichner.

## Leben
Hegenbarth studierte ab 1884 an der Kunstakademie in München. Nach zwei Jahren unterbrach er das Studium, um eine kaufmännische Ausbildung an der Handelsschule in Leipzig zu beginnen. 1892 nahm er das Studium an der Akademie der Künste in Berlin wieder auf und setzte es in München fort. Dort trat er der Tiermalklasse von Heinrich von Zügel, dem Hauptvertreter des Münchener Impressionismus und Mitbegründer der Münchener und Neuen Secession in Wien, bei. Um die Jahrhundertwende war Hegenbarth Mitglied im Verein bildender Künstler Dresden, der ersten Dresdner Sezession. Nach der Auflösung der Sezession beteiligte er sich an der Künstlergruppe Die Elbier. Ab 1901 lebte er als freischaffender Künstler in München. 1902 heiratete er Zügels älteste Tochter Anna Emilie.
Hegenbarth, dessen Leitspruch „Bilde Künstler, rede nicht“ war, da er größere Diskussionen über die Kunst nicht schätzte, erhielt 1903 einen Ruf an die Königlich Sächsische Akademie der Bildenden Künste in Dresden. Er wurde Professor für die dort neu eingerichtete Tiermalklasse. Zu seinen Schülern gehörte u. a. der junge Kurt Schwitters. 1909 war Hegenbarth Gründungsmitglied der Künstlervereinigung Dresden. Von 1905 bis 1908 leitete er außerdem seinen jüngeren Vetter Josef Hegenbarth an, der später einer der bedeutendsten Zeichner und Illustratoren des 20. Jahrhunderts wurde. Hannes Hegen war ihr Großneffe. Hegenbarth starb 1923 nach einer Operation.

## Werk
Hegenbarth malte neben Landschaften und Stadtszenen bevorzugt Tierbilder. Hierbei faszinierten ihn speziell Rinder und Pferde, die er immer wieder aufs Neue darstellte. Die Tiere befinden sich meist in ruhenden Positionen, Hegenbarth interessierte nicht die Bewegung, sondern die Stofflichkeit und die Stimmung. In impressionistischer Manier sind Licht- und Farbeindrücke, die eine atmosphärische Stimmung erzeugen, in seinen Bildern bestimmend. In den letzten Jahren löste er sich davon: Kontrastreiche Farbflächen mit vereinfachten Konturen dominieren seine Gemälde. Unter den zahlreichen Schülern Heinrich von Zügels zählt Hegenbarth zu den künstlerisch eigenständigsten; seine Malweise zeigte schon früh eine zunehmend expressive und mitunter kühn anmutenden Handschrift.